# 대한민국 형사소송법 제93조
대한민국 형사소송법 제93조는 구속의 취소에 대한 형사소송법의 조문이다.

## 조문
제93조(구속의 취소) 구속의 사유가 없거나 소멸된 때에는 법원은 직권 또는 검사, 피고인, 변호인과 제30조제2항에 규정한 자의 청구에 의하여 결정으로 구속을 취소하여야 한다.

第93條(拘束의 取消) 拘束의 事由가 없거나 消滅된 때에는 法院은 職權 또는 檢事, 被告人, 辯護人과 第30條第2項에 規定한 者의 請求에 依하여 決定으로 拘束을 取消하여야 한다.

## 참고 문헌
- 손동권 신이철, 새로운 형사소송법(초판, 2013), 세창, 2013. ISBN 9788984114081